# Lebeda agnata
Lebeda agnata är en fjärilsart som beskrevs av Willie Horace Thomas Tams 1928. Lebeda agnata ingår i släktet Lebeda och familjen ädelspinnare. Inga underarter finns listade.